# باشگاه فوتبال لوس
باشگاه فوتبال لوس (به انگلیسی: Lewes Football Club) یک باشگاه فوتبال در شهر لوس، ساسکس شرقی، کشور انگلستان است که در سال ۱۸۸۵ میلادی تأسیس شده‌است.